# James Ward-Prowse
James Michael Edward Ward-Prowse (sinh ngày 1 tháng 11 năm 1994) là một cầu thủ bóng đá chuyên nghiệp người Anh hiện đang thi đấu ở vị trí tiền vệ trung tâm cho câu lạc bộ bóng đá West Ham United tại Premier League.

## Đầu đời
James Ward-Prowse sinh ra ở Portsmouth, là con trai của John Ward-Prowse, một luật sư. Mặc dù gia đình anh là cổ động viên Portsmouth, Ward-Prowse đã tham gia trận derby của Portsmouth gặp đối thủ Southampton khi mới 8 tuổi.

## Sự nghiệp câu lạc bộ

### Đầu đời
Ward-Prowse gia nhập Học viện Southampton khi mới 8 tuổi, sau đó góp mặt trong mọi trận đấu cho đội bóng U-18 ở mùa giải 2010–11. Khi ở học viện Southampton, anh đã bí mật tập luyện với đội bóng không thuộc giải đấu Havant & Waterlooville để "rèn luyện" bản thân.

### 2011–2014

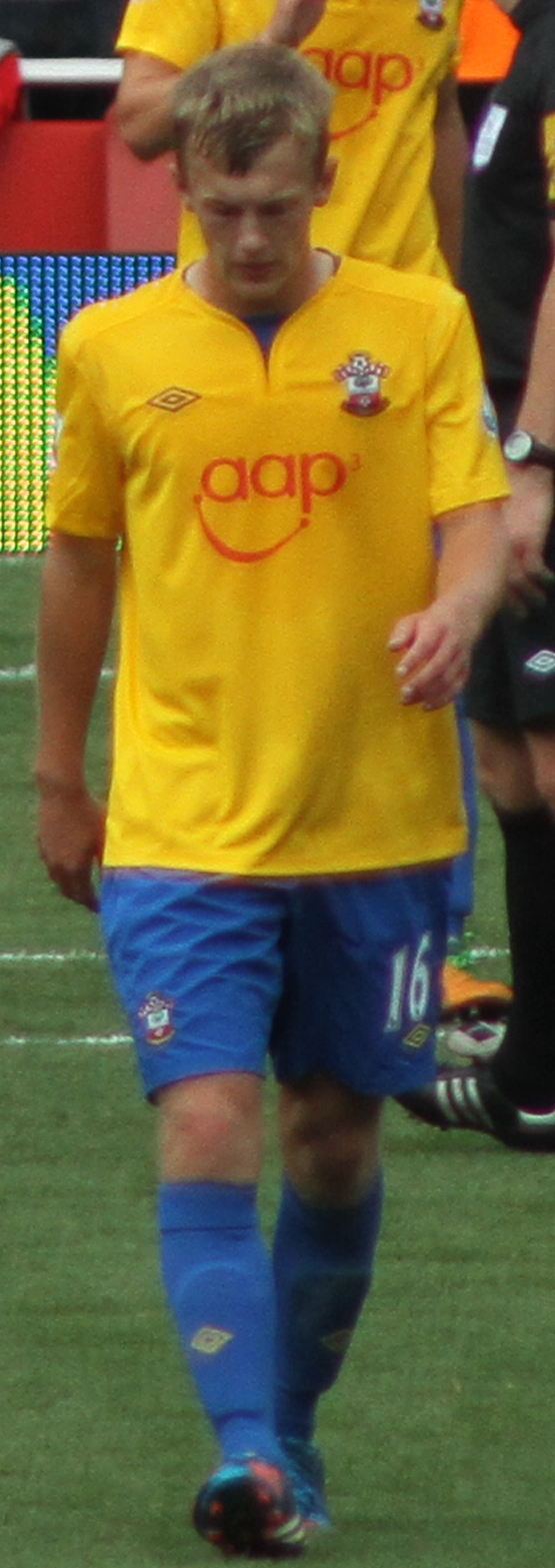
Ward-Prowse thi đấu cho Southampton năm 2012

Ward-Prowse được đôn lên đội một Southampton vào tháng 10 năm 2011, khi anh ra mắt trong trận đấu gặp Crystal Palace tại League Cup, khi mới 16 tuổi. Trong lần ra sân thứ hai cho đội bóng, Ward-Prowse ghi bàn thắng đầu tiên khi họ đánh Coventry City với tỷ số 2–1, giúp đội bóng anh lọt vào vòng 4 FA Cup. Sau khi Southampton lên hạng giải đấu hàng đầu Premier League vào tháng 5 năm 2012, Ward-Prowse là một trong bốn cầu thủ trẻ được đề nghị ký hợp đồng chuyên nghiệp khi họ đến Premier League, cùng với Jack Stephens, Luke Shaw và Calum Chambers.
Ward-Prowse đã có trận ra mắt tại Premier League vào ngày khai mạc mùa giải 2012–13, thi đấu 65 phút trong trận thua 2–3 trước nhà đương kim vô địch Manchester City. Sau trận đấu, màn trình diễn của anh được huấn luyện viên Nigel Adkins mô tả là "xuất sắc". Sau khi vào sân thay người trong trận gặp Wigan Athletic, anh trở lại đội hình xuất phát trong trận đấu thứ ba của Southampton, gặp Manchester United, tiếp tục nhận được nhiều lời khen ngợi từ các nhà bình luận. Tháng 11, ngay sau sinh nhật lần thứ 18, Ward-Prowse ký hợp đồng 5 năm với Southampton, giữa những đồn đoán rằng anh có thể rời câu lạc bộ trong tương lai gần.
Trong trận đấu gặp Queens Park Rangers vào tháng 3 năm 2013, Ward-Prowse thực hiện một pha tấn công muộn khi tạt bóng để trung vệ Maya Yoshida ghi bàn ấn định chiến thắng cho Southampton. Sau đó, anh kiến tạo cho Jason Puncheon ghi bàn gỡ hòa trong trận đấu áp chót của mùa giải, gặp Sunderland vào ngày 12 tháng 5, đón đường chuyền của các tiền đạo Jay Rodriguez và Rickie Lambert để chuyền cho Puncheon mang về một điểm quan trọng cho đội bóng anh ở phút thứ 75.
Vào đầu mùa giải 2013–14, Ward-Prowse được huấn luyện viên Mauricio Pochettino ưu ái trao suất đá chính trong trận mở màn mùa giải, gặp West Bromwich Albion, suýt chút nữa ghi bàn trong số ít pha tấn công của một cuộc chạm trán không mấy suôn sẻ khi Southampton giành chiến thắng 1–0, nhờ quả phạt đền của Lambert ở phút thứ cuối cùng của trận đấu. Trong trận đấu tiếp gặp Sunderland, anh thi đấu trọn vẹn 90 phút và ghi một pha kiến tạo từ quả đá phạt trực tiếp ở phút thứ 88, giúp trung vệ José Fonte đánh đầu ghi bàn gỡ hòa muộn.
Ward-Prowse luôn xuất hiện ngay từ đầu mùa giải 2014–15. Tuy nhiên, ngày 20 tháng 9, anh bị chấn thương gãy xương bàn chân trong trận thắng Swansea City, điều đó khiến anh phải nghỉ thi đấu 10 tuần.

### 2015–2023

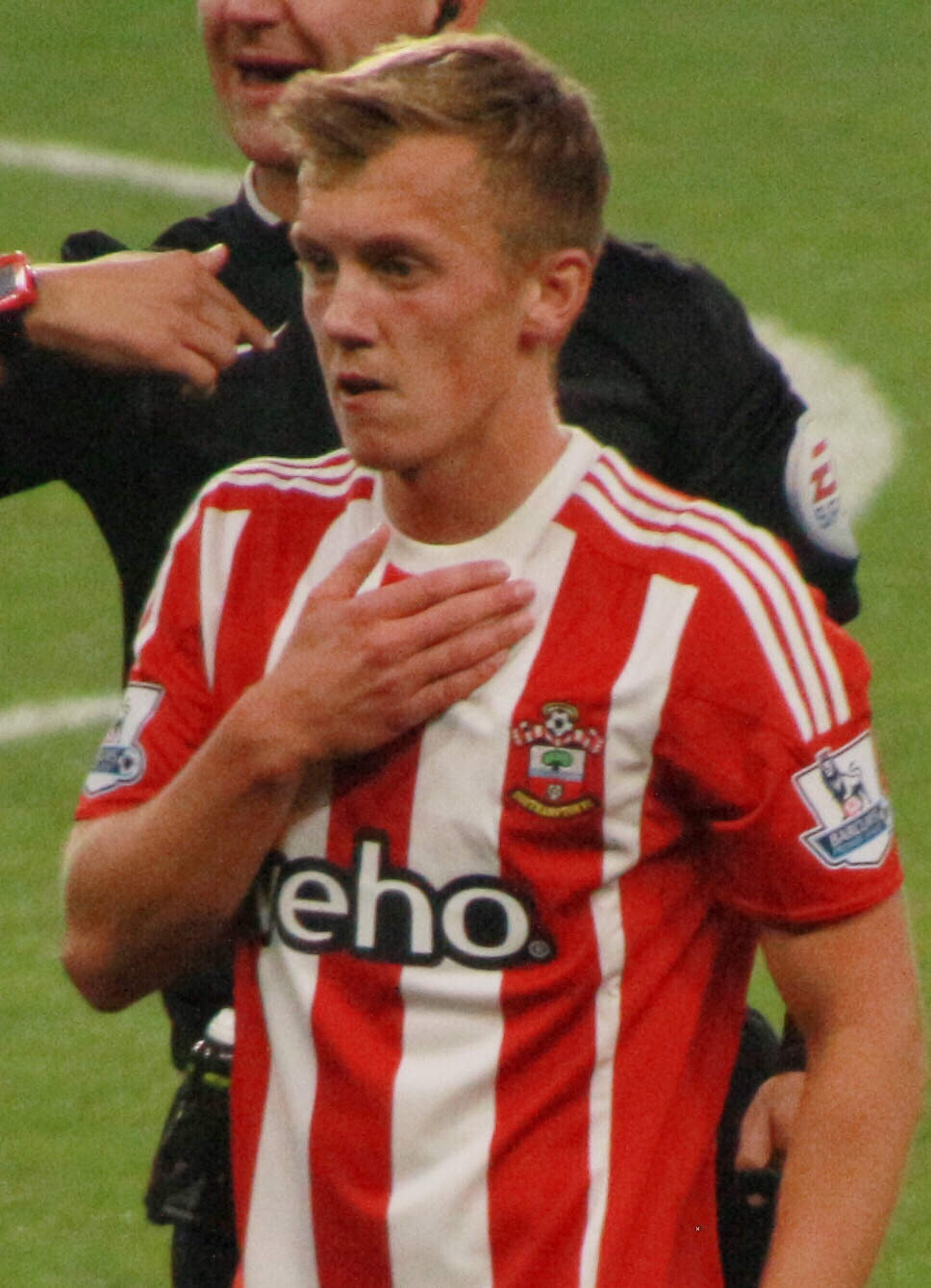
Ward-Prowse thi đấu cho Southampton năm 2015

Ward-Prowse đã ký bản hợp đồng mới có thời hạn 5 năm rưỡi vào tháng 1 năm 2015. Ngày 11 tháng 4, anh ghi bàn thắng đầu tiên trong mùa giải 2014–15, ghi bàn mở tỷ số trong chiến thắng 2–0 trước Hull City bằng một quả phạt đền. Ngày 2 tháng 5, anh phải nhận thẻ đỏ trực tiếp vì pha phạm lỗi với cầu thủ Sunderland Jermain Defoe, để thủng lưới một quả phạt đền mà từ đó Jordi Gómez đã ghi bàn thắng.
Ngày 3 tháng 10 năm 2015, Ward-Prowse vào sân thay cho Oriol Romeu ở hiệp một trong chiến thắng 3–1 trước đương kim vô địch Chelsea. Đây là lần ra sân thứ 100 của anh ở Southampton, khiến anh trở thành cầu thủ trẻ thứ tư đạt được con số đó.
Ngày 16 tháng 1 năm 2016, Ward-Prowse được huấn luyện viên Ronald Koeman ca ngợi sau khi ghi hai bàn trong chiến thắng 3–0 trên sân nhà trước West Bromwich Albion, thực hiện quả đá phạt trực tiếp và một quả phạt đền. Anh có tổng cộng 39 lần ra sân và ghi hai bàn trong mùa giải 2015–16. Ngày 13 tháng 5 năm 2016, anh gia hạn bản hợp đồng mới có thời hạn 6 năm, giữ anh ở lại đội bóng cho đến năm 2022.

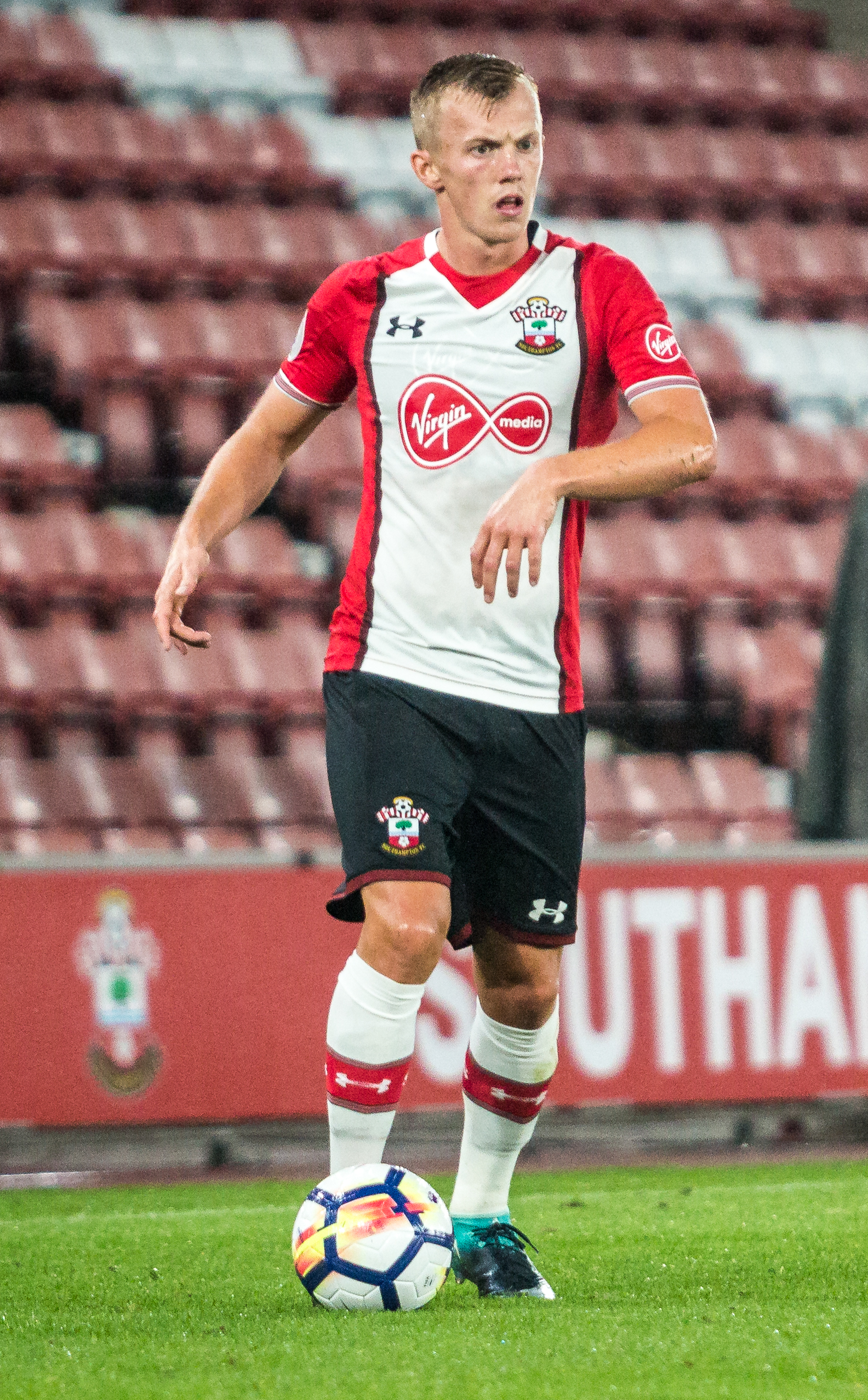
Ward-Prowse chơi cho Southampton năm 2017

Ngày 25 tháng 9, Ward-Prowse ghi bàn thắng đầu tiên trong mùa giải 2016–17 bằng một pha lập công ở phút bù giờ để ấn định chiến thắng 3–0 trước West Ham United. Anh đã nhân đôi thành tích của mình vào ngày 22 tháng 1 năm 2017, ghi bàn tỷ số ở phút thứ 26 trong chiến thắng 3–0 trên sân nhà trước nhà đương kim vô địch Premier League Leicester City, giúp Southampton khép lại chuỗi 4 trận thua liên tiếp.
Ngày 7 tháng 4 năm 2018, Ward-Prowse đạt cột mốc 200 lần ra sân cho Southampton trên mọi đấu trường.
Tháng 6 năm 2020, Ward-Prowse được đeo băng đội trưởng của Southampton thay cho Pierre-Emile Højbjerg, người đã công khai bày tỏ mong muốn rời câu lạc bộ. Ngày 17 tháng 8 năm 2020, Ward-Prowse ký bản hợp đồng mới có thời hạn đến tháng 6 năm 2025.
Ngày 26 tháng 1 năm 2021, Ward-Prowse đạt cột mốc ra sân lần thứ 300 cho Southampton là trong trận đấu gặp Arsenal, thực hiện pha kiến tạo cho Stuart Armstrong ghi bàn, nhưng đội bóng anh để thua với tỷ số 3–1 trên sân nhà. Sau khi Southampton từ chối lời đề nghị của Aston Villa cho Ward-Prowse với giá 25 triệu bảng, anh gia hạn đồng mới có thời hạn 5 năm vào ngày 19 tháng 8.
Ngày 2 tháng 10, Ward-Prowse ghi một quả phạt đền cho Southampton trong trận thua 1–3 trên sân Stamford Bridge trước Chelsea, nhưng anh bị trọng tài Martin Atkinson rút ra nhận một thẻ đỏ sau khi trọng đến màn hình VAR để xem lại một pha vào bóng của anh đối với Jorginho.
Ngày 15 tháng 1 năm 2022, Ward-Prowse ghi một bàn thắng từ quả phạt trực tiếp cho Southampton khi họ để thua 1–3 trước Wolves tại Sân vận động Molineux. Bàn thắng đó giúp cầu thủ này đứng thứ hai trong danh sách ghi nhiều bàn thắng từ đá phạt nhất trong lịch sử Premier League (12), chỉ sau David Beckham (18). Sau đó, anh được huấn luyện viên Manchester City, Pep Guardiola mô tả là cầu thủ sút phạt vĩ đại nhất thế giới.
Anh đã chạm cột mốc 400 lần ra sân cho Southampton vào ngày 2 tháng 4 năm 2023, trong trận thua 0–1 trước West Ham.
Sau khi Southampton bị xuống hạng khỏi Premier League vào ngày 13 tháng 5 năm 2023, Ward-Prowse nói rằng các tiêu chuẩn của câu lạc bộ đã sa sút.

## Sự nghiệp quốc tế

### Đội tuyển trẻ
Ward-Prowse bắt đầu sự nghiệp quốc tế với đội tuyển U-17 Anh, có 7 lần khoác áo đội tuyển trong hai giải đấu từ năm 2010 đến 2011. Năm 2012, anh gọi lên đội tuyển U-19, đội mà anh đã ra sân 4 lần, và vào năm 2013, anh được triệu tập đội tuyển U-20 tham dự U-20 World Cup 2013; cầu này đã có 4 lần góp mặt, không trận nào U-19 Anh thắng.
Tháng 8 năm 2013, ở tuổi 18, Ward-Prowse được gọi lên đội tuyển U-21 Anh cho các trận đấu vòng loại Giải vô địch U21 châu Âu 2015 gặp Moldova và Phần Lan. Anh đã thi đấu 64 phút trong trận đầu tiên, rồi sau đó chơi trọn 90 phút trong trận gặp Phần Lan, trận đấu đó mà anh đã có cơ hội ghi bàn rõ ràng của đội tuyển Anh. Ngày 15 tháng 10, anh ghi bàn thắng đầu tiên cho U-21 Anh bằng cú sút phạt trực tiếp từ cự ly 20 mét trong chiến thắng 5–0 trước Litva. Trong Giải đấu Toulon 2014, Ward-Prowse đã ghi một cú sút phạt "tuyệt đẹp" vào lưới Brazil ở vòng bảng. Bàn thắng này sau đó đã được bình chọn là "Bàn thắng của giải đấu"; anh cũng được bầu chọn là một trong ba cầu thủ xuất sắc nhất giải đấu.
Ngày 29 tháng 5 năm 2016, Ward-Prowse dẫn dắt U-21 Anh giànhh chiến thắng đầu tiên tại Giải đấu Toulon kể từ năm 1994, bằng cách đánh bại đội chủ nhà Pháp với tỷ số 2–1.  Anh được đề cử cho giải Cầu thủ U-21 Anh xuất sắc nhất, nhưng cuối cùng thua đồng đội của Southampton, Nathan Redmond.
Tháng 6 năm 2017, anh được đeo băng đội trưởng U21 Anh tại Giải vô địch U21 châu Âu, nơi họ đã lọt vào bán kết, nhưng thất bại trước Đức trong loạt sút luân lưu.

### Đội tuyển quốc gia
Ngày 16 tháng 3 năm 2017, Ward-Prowse lần đầu tiên được gọi lên đội tuyển quốc gia Anh để tham dự trận giao hữu gặp Đức và một trận vòng loại World Cup gặp Litva. Sáu ngày sau, anh có trận ra mắt đội tuyển quốc gia cùng đồng đội Nathan Redmond khi họ để thua 0–1 trước Đức, vào sân thay thế cho cầu thủ West Bromwich Albion Jake Livermore ở phút thứ 83
Ward-Prowse được trở lại đội tuyển Anh trong hai trận đầu ở vòng loại UEFA Euro 2020 vào tháng 3 năm 2019. Ngày 25 tháng 3, anh được tung vào sân ở phút thứ 82 trong chiến thắng 5–1 trên sân khách của đội tuyển Anh trước Montenegro. Đó là trận đấu đầu tiên của Ward-Prowse cho đội tuyển Anh. Ngày 5 tháng 9 năm 2020, anh đá chính trong chiến thắng 1–0 trên sân khách trước Iceland., Anh đã ghi bàn thắng quốc tế đầu tiên vào ngày 25 tháng 3 năm 2021, trong chiến thắng 5–0 trước San Marino.
Ngày 25 tháng 5 năm 2021, anh có tên trong danh sách sơ bộ gồm 33 cầu thủ tuyển Anh tham dự UEFA Euro 2020, nhưng anh không lọt vào danh sách cuối cùng. Ngày 5 tháng 10, anh lại được triệu tập cho các trận đấu vòng loại World Cup 2022, gặp Andorra và Hungary lần lượt vào ngày 9 và 12 tháng 10 năm 2021 để thay thế Kalvin Phillips, người đã rút lui vì chấn thương.
Ward-Prowse đã không lọt vào đội hình tuyển Anh cho World Cup 2022.

## Phong cách chơi
Ward-Prowse chủ yếu chơi ở vị trí tiền vệ trung tâm, anh cũng chơi ở vị trí tiền vệ tấn công và tiền vệ cánh phải, và cũng có thể được bố trí ở vị trí hậu vệ phải. Anh được còn được biết đến với kỹ năng và độ chính xác khi thực hiện quả đá phạt, và vào tháng 2 năm 2023, anh được mô tả là "một trong những cầu thủ đá phạt đền hay nhất từ trước đến nay". Anh đang nắm giữ kỷ lục của Southampton về số bàn thắng từ đá phạt ở Premier League, có tỷ lệ chuyển hóa thành quả đá phạt hay nhất giải đấu kể từ năm 2003, và sở hữu khả năng thực hiện tình huống cố định. Huấn luyện viên Manchester City, Pep Guardiola nhận xét Ward-Prowse là "chân sút phạt giỏi nhất mà tôi từng thấy". Ward-Prowse cũng được đánh giá cao về mức độ thể lực và chịu đựng vượt trội; vào năm 2021, anh đã trở thành cầu thủ Premier League đầu tiên thi đấu trọn vẹn từng phút trong hai mùa giải Premier League liên tiếp. Ngoài ra, anh còn được biết đến với việc ăn mừng bàn thắng theo kiểu đánh gôn.

## Thống kê sự nghiệp

### Câu lạc bộ
Tính đến ngày 25 tháng 5 năm 2025
| Câu lạc bộ               | Mùa giải            | Giải đấu            | Giải đấu | Giải đấu | Cúp FA | Cúp FA | Cúp EFL | Cúp EFL | Châu Âu | Châu Âu | Tổng cộng | Tổng cộng |
| Câu lạc bộ               | Mùa giải            | Hạng đấu            | Trận     | Bàn      | Trận   | Bàn    | Trận    | Bàn     | Trận    | Bàn     | Trận      | Bàn       |
| ------------------------ | ------------------- | ------------------- | -------- | -------- | ------ | ------ | ------- | ------- | ------- | ------- | --------- | --------- |
| Southampton              | 2011–12             | Championship        | 0        | 0        | 1      | 1      | 1       | 0       | —       | —       | 2         | 1         |
| Southampton              | 2012–13             | Premier League      | 15       | 0        | 1      | 0      | 3       | 0       | —       | —       | 19        | 0         |
| Southampton              | 2013–14             | Premier League      | 34       | 0        | 3      | 0      | 2       | 0       | —       | —       | 39        | 0         |
| Southampton              | 2014–15             | Premier League      | 25       | 1        | 3      | 0      | 2       | 0       | —       | —       | 30        | 1         |
| Southampton              | 2015–16             | Premier League      | 33       | 2        | 1      | 0      | 2       | 0       | 3       | 0       | 39        | 2         |
| Southampton              | 2016–17             | Premier League      | 30       | 4        | 2      | 0      | 5       | 0       | 6       | 0       | 43        | 4         |
| Southampton              | 2017–18             | Premier League      | 30       | 3        | 2      | 1      | 1       | 0       | —       | —       | 33        | 4         |
| Southampton              | 2018–19             | Premier League      | 26       | 7        | 2      | 0      | 1       | 0       | —       | —       | 29        | 7         |
| Southampton              | 2019–20             | Premier League      | 38       | 5        | 3      | 0      | 3       | 0       | —       | —       | 44        | 5         |
| Southampton              | 2020–21             | Premier League      | 38       | 8        | 5      | 1      | 1       | 0       | —       | —       | 44        | 9         |
| Southampton              | 2021–22             | Premier League      | 36       | 10       | 4      | 1      | 2       | 0       | —       | —       | 42        | 11        |
| Southampton              | 2022–23             | Premier League      | 38       | 9        | 2      | 1      | 5       | 1       | —       | —       | 45        | 11        |
| Southampton              | 2023–24             | Championship        | 1        | 0        | —      | —      | 0       | 0       | —       | —       | 1         | 0         |
| Southampton              | Tổng cộng           | Tổng cộng           | 344      | 49       | 29     | 5      | 28      | 1       | 9       | 0       | 410       | 55        |
| West Ham United          | 2023–24             | Premier League      | 37       | 7        | 2      | 0      | 2       | 0       | 10      | 0       | 51        | 7         |
| West Ham United          | 2024–25             | Premier League      | 15       | 1        | —      | —      | 1       | 0       | —       | —       | 16        | 1         |
| West Ham United          | Tổng cộng           | Tổng cộng           | 52       | 8        | 2      | 0      | 3       | 0       | 10      | 0       | 67        | 8         |
| Nottingham Forest (mượn) | 2024–25             | Premier League      | 9        | 0        | 1      | 0      | —       | —       | —       | —       | 10        | 0         |
| Tổng cộng sự nghiệp      | Tổng cộng sự nghiệp | Tổng cộng sự nghiệp | 405      | 57       | 32     | 5      | 31      | 1       | 19      | 0       | 487       | 63        |

1. 1 2 3  Ra sân tại UEFA Europa League

### Đội tuyển quốc gia
Tính đến ngày 11 tháng 6 năm 2022
| Đội tuyển quốc gia | Năm       | Trận | Bàn |
| ------------------ | --------- | ---- | --- |
| Anh                | 2017      | 1    | 0   |
| Anh                | 2019      | 1    | 0   |
| Anh                | 2020      | 2    | 0   |
| Anh                | 2021      | 5    | 2   |
| Anh                | 2022      | 2    | 0   |
| Tổng cộng          | Tổng cộng | 11   | 2   |

Tính đến ngày 11 tháng 6 năm 2022
Tỷ số và kết quả liệt kê bàn thắng đầu tiên của Anh, cột điểm cho biết điểm số sau mỗi bàn thắng của Ward-Prowse.
| STT | Ngày tháng     | Địa điểm                                         | Đối thủ    | Bàn thắng | Kết quả | Giải đấu                 | Tham khảo |
| --- | -------------- | ------------------------------------------------ | ---------- | --------- | ------- | ------------------------ | --------- |
| 1   | 25 March 2021  | Sân vận động Wembley, Luân Đôn, Anh              | San Marino | 1–0       | 5–0     | Vòng loại World Cup 2022 | [ 90 ]    |
| 2   | 9 October 2021 | Sân vận động Quốc gia, Andorra la Vella, Andorra | Andorra    | 4–0       | 5–0     | Vòng loại World Cup 2022 | [ 91 ]    |

## Danh hiệu
Southampton
- Cúp EFL: á quân 2016–17[92]

England U21
- Giải đấu Toulon: 2016[55]